# 도척로
도척로(Docheok-ro)는 용인시 처인구 양지면 추곡교에서 광주시 곤지암읍을 잇는 도로이다.

## 역사
- 2008년 12월 16일 : 도로명으로 도척로를 고시

## 주요 경유지
- 용인시 처인구 (양지면) - 광주시 (도척면 - 곤지암읍)

## 노선
전 구간 국가지원지방도 제98호선에 속한다.
| 이름                | 접속 노선                     | 소재지        | 소재지        | 소재지        | 비고          |
| 한터로와 직결       | 한터로와 직결                 | 한터로와 직결 | 한터로와 직결 | 한터로와 직결 | 한터로와 직결 |
| ------------------- | ----------------------------- | ------------- | ------------- | ------------- | ------------- |
| 추곡교              |                               | 용인시        | 처인구        | 양지면        |               |
| 유정교              |                               | 광주시        | 도척면        | 도척면        |               |
| 도척 나들목         | 400호선 수도권제2순환고속도로 | 광주시        | 도척면        | 도척면        |               |
| 도척파출소앞 교차로 | 지방도 제325호선 (마도로)     | 광주시        | 도척면        | 도척면        |               |
| 노곡교              |                               | 광주시        | 도척면        | 도척면        |               |
| 갈고개              |                               | 광주시        | 도척면        | 도척면        |               |
| 진우삼거리          | 저수지길                      | 광주시        | 도척면        | 도척면        |               |
| (이름없음)          | 지방도 제337호선 (국사봉로)   | 광주시        | 도척면        | 도척면        |               |
| (이름없음)          |                               | 광주시        | 도척면        | 도척면        |               |
| 곤재교              |                               | 광주시        | 곤지암읍      | 곤지암읍      |               |
| (이름없음)          | 경충대로                      | 광주시        | 곤지암읍      | 곤지암읍      |               |

## 주요 건물 및 시설
- 현대자동차 블루핸즈 실촌점 (도척로 42/삼리 39-1)
- GS25 뉴광주진우점 (도척로 192/진우리 28)
- HD현대오일뱅크 대보주유소 (도척로 200/진우리 35-2)
- S-OIL 덕성에너지주유소 (도척로 313/진우리 211)
- 이마트24 광주진우리점 (도척로 356-3/진우리 418-46)
- SK에너지 하이테크에너지 신정제일주유소 (도척로 373/진우리 384-1)
- GS25 광주심포니점 (도척로 404-5/진우리 369-17)
- 도척파출소 (도척로 603/노곡리 283-8)
- 도척의용소방대 (도척로 605/노곡리 283-9)
- 도척그린공원 (도척로 676/유정리 651-7)
- GS25 광주유정점 (도척로 690/유정리 211-5)